# 1383년~1385년 포르투갈 공위시대
1383년~1385년 포르투갈 공위시대는 1383년부터 1385년까지 이어진 중세 포르투갈사의 왕위계승 전쟁으로, 이 기간 동안 포르투갈의 국왕은 공석으로 남아 있었다. 페르난두 1세가 남성 후계자 없이 세상을 떠나면서 시작되어, 1385년 알주바로타 전투에서 승리한 주앙 1세가 왕위에 오르면서 끝났다.
당시 카스티야 연합왕국이 왕위 계승을 주장하며 포르투갈에 개입한 가운데, 포르투갈 국내의 상인과 귀족 세력은 보르고냐가의 방계였던 아비스 왕조를 수립하고 독립적인 왕위를 지키려는 노력에 적극 협조하였다. 이는 프랑스의 백년 전쟁이나 영국의 장미 전쟁 같은 동시기 유럽 국가의 장기간 내전에서 귀족 세력이 중앙집권적 군주제에 맞서 강력히 싸웠던 모습과는 대조적이었다.
포르투갈에서는 이 사건을 1383~1385년 위기(포르투갈어: Crise de 1383–1385)라고 부르며, 카스티야의 침범에 맞서 싸운 최초의 국가적 저항운동으로 평가하고 있다.

## 배경
1383년 포르투갈의 페르난두 1세의 병세가 악화되던 시점에서 포르투갈 왕실의 후계자는 레오노르 텔레스와의 혼인으로 낳은 베아트리스 공주가 유일했다. 베아트리스 공주가 누구와 결혼하느냐의 문제는 왕국의 미래를 결정짓는다는 점에서 중대한 정치문제로 떠올랐다.
베아트리스 공주의 남편감을 찾는 과정에서 잉글랜드와 프랑스의 왕자들을 비롯한 여러 정치 세력들이 접선에 나섰고, 마침내 페르난두 1세는 아내 레오노르가 최우선으로 선택한 카스티야 왕국의 후안 1세를 사위로 삼고 1383년 5월 결혼식을 올렸다. 페르난두 1세의 재위기 동안 포르투갈은 카스티야와 세 차례의 전쟁을 치렀던 상황이었기에, 결혼 자체는 두 왕실의 통합으로 적대 행위를 종식시키려는 의도였다.  
그러나 그렇게 탄생하는 연합왕조는 곧 포르투갈의 독립이 상실된다는 점에서 모두가 수용할 수 있는 해결책은 아니었다. 포르투갈의 귀족세력은 그런 상황에 격렬히 반발하였으나 이들도 왕위 계승문제의 대안을 통일시키지 못하고 의견이 엇갈렸다. 이 시점에서 페르난두 1세의 사생아였던 이복형제 두 명이 후계자로 제시되었다.
- 발렌시아데캄포스 공작 주앙 - 페드루 1세와 이네스 드 카스트루의 아들로 카스티야로 추방당했다.
- 아비스 대공 주앙 - 페드루 1세와 테레사 로렌수 사이에서 태어난 아들로 아직 대중적 인기는 없는 상황이었다.

1383년 10월 22일 페르난두 1세가 사망하였다. 양국의 혼인계약에 따라 태후 레오노르는 딸 베아트리스와 사위 후안 1세를 대리하여 섭정에 들어갔다. 외교적인 해결이 불가능한 상황에 다다르자 독립세력은 더욱 과격한 조치에 나서면서 1383년 포르투갈 위기가 촉발되었다.

## 전개

### 1383년
섭정을 맡은 레오노르와 추밀원은 리스본 상인 대표의 존재와 권리를 무시하는 큰 실수를 범했다. 반대로 리스본, 베자, 포르투, 에보라, 에스트레모스, 포르투알레그리 등 각 도시의 대중 계층은 아비스 대공 주앙을 국가원수의 적임자로 여기는 동시에 이를 지지하였다.
1383년 12월 아비스 대공 측의 공모세력이 첫 행동에 나섰다. 태후의 연인으로서 평소 백성들에게 미움을 샀던 오렝 백작 주앙 페르난드스 안데이루 (João Fernandes Andeiro)를 암살한 것이다. 이것으로 주앙은 리스본 시민들로부터 "왕국의 수장이자 수호자"라는 찬사를 받고, 리스본 대상인들의 지원을 얻으며 살바테라 조약에 반기를 들고 혼인관계로서 왕위를 차지하려는 후안 1세의 대항세력 지도자로 떠올랐다.

### 1384년

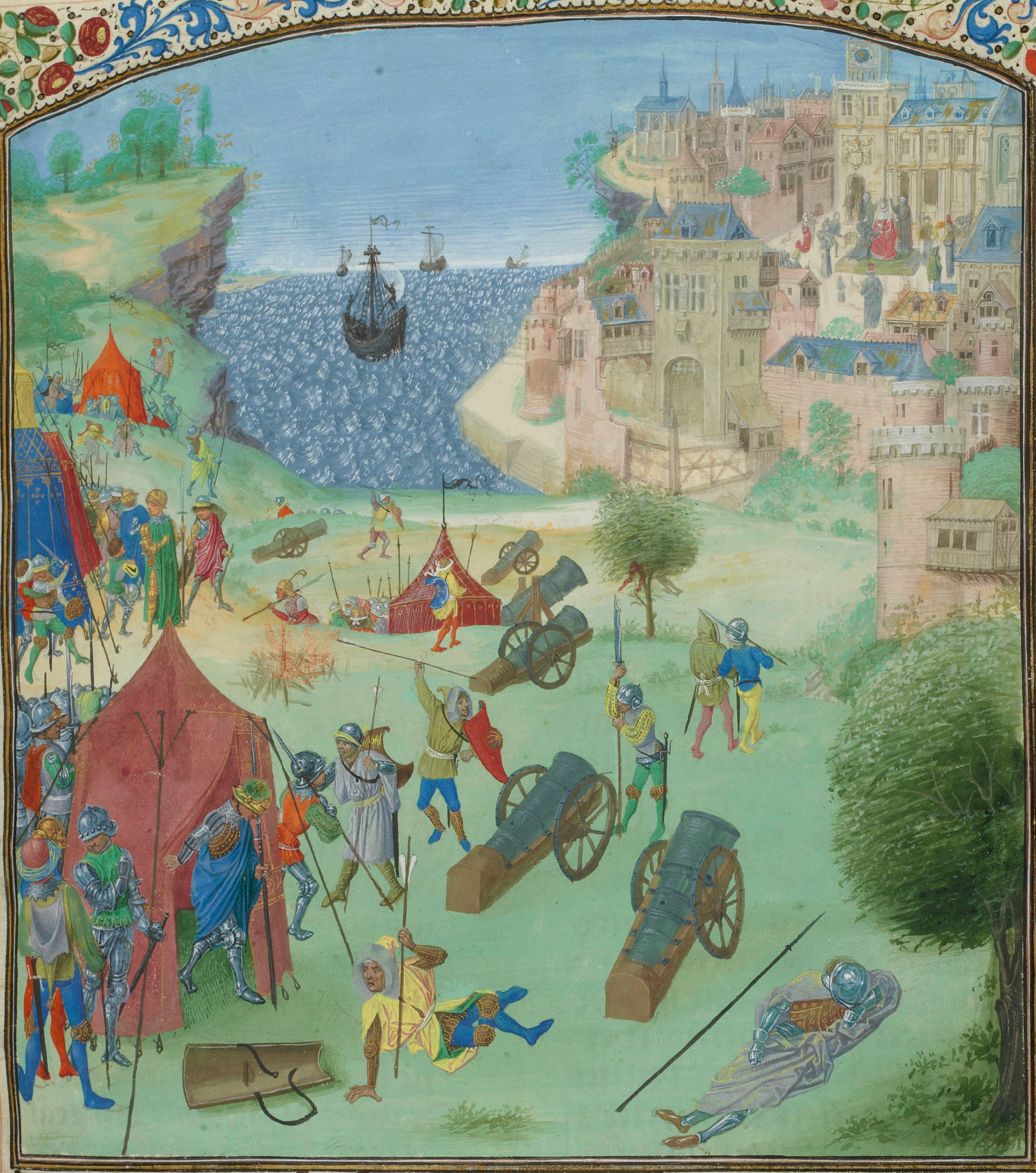
장 프루아사르의 연대기에 실린 리스본 포위전의 삽화

1384년 4월 6일 아비스 대공의 무장 저항세력은 카스티야군과 아톨레이루스 전투를 벌였다. 당시 대공 측을 이끈 누누 알바레스 페레이라 장군이 전투를 승리로 이끌었으나 결정적인 승부는 아니었다. 1384년 5월 후안 1세는 리스본으로 후퇴하여 포위전에 나섰고, 지원함대를 투입하여 타구스강의 도시 항구를 봉쇄함으로서 독립운동에 타격을 주었다. 포르투갈에게 있어 리스본은 한 나라의 수도이자 자본과 상업의 중심지로서 이곳이 없다면 카스티야로부터의 해방은 거의 불가능한 일이었다. 후안 1세의 리스본 공략은 재정적인 뒷받침이 될 뿐만 아니라 정치적인 이유도 작용하였는데, 본인과 아내 베아트리스는 포르투갈 국왕으로 대관된 적이 없었고 단지 왕위계승자에 불과했으므로 수도 리스본에서 대관식을 치러야 하는 상황이었기 때문이었다.
한편 아비스 대공 주앙은 누누 알바레스 페레이라에게 저항군의 지휘권을 넘겼다. 페레이라 장군은 카스티야에 충성하는 도시들을 계속 공격하면서 침략군을 괴롭혔고, 주앙은 외교적 공세에 집중해 나갔다. 이 시기 포르투갈의 내정을 결정하는 데는 국제 정치가 중요한 역할을 했다. 1384년에는 잉글랜드와 프랑스가 프랑스 왕위를 놓고 벌인 백년전쟁이 절정에 달하고 있었고, 교황청이 아비뇽으로 이전함으로서 서방교회 대분열이 벌어지는 등, 갈등은 프랑스 국경을 넘어 확대되고 있었다. 카스티야는 프랑스의 전통적인 동맹국이었으므로 아비스 대공 주앙은 잉글랜드에 지원을 요청하는 것이 자연스러운 선택이었다. 1384년 5월 리스본이 포위당하자 주앙은 잉글랜드 국왕 리처드 2세에 대사를 파견하여 포르투갈의 독립을 주장하였다. 당시 리처드 2세는 나이가 17세에 불과하여 섭정이 이루어지고 있었고 실권은 그의 삼촌인 제1대 랭커스터 공작 곤트의 존에게 돌아가고 있었다. 곤트의 존은 처음에는 병력을 내주는 것을 주저하였으나 결국 포르투갈을 지원하기 위해 군사 모집에 나섰다.
리스본은 기근에 시달림과 동시에 카스티야의 공성전으로 함락될지 모른다는 두려움에 빠져 있었다. 육지로도, 강으로도 봉쇄된 탓에 아비스 군의 구원을 바랄 수 없던 상황이었다. 아비스 측의 병력 역시 협소한 수준으로 개입의 위험을 감수할 수 없었고 다른 도시들을 정복하는 쪽에만 전념하고 있었다. 이때 포르투갈 함대가 카스티야의 해상 봉쇄 돌파를 시도하였다. 1384년 7월 18일 루이 페레이라 선장이 이끄는 함대가 테주 해전을 벌여 봉쇄를 뚫고 리스본으로 귀중한 식량을 공급하는 데 성공하였다. 이 과정에서 선박 4척 중 3척이 압수되고 루이 페레이라 본인도 전사하는 손실을 감수해야 했다. 해전에서의 약진을 뒤로 하고도 포위전은 계속되어 타구스강 남쪽 기슭에 있는 알마다 시가 카스티야에 항복하기에 이르렀다. 
그러나 포위 공격은 리스본 시민들에게만 힘든 것이 아니었으며 카스티야군 역시 누누 알바레스 페레이라 장군의 공격과 흑사병으로 인한 군량보급 부족에 시달리고 있었다. 결국 부대 내부에서도 전염병이 퍼지자 1384년 9월 3일 후안 1세는 포위망을 풀고 카스티야로 후퇴하였다. 그로부터 몇 주 뒤 카스티야 함대도 타구스강 봉쇄를 포기하고 리스본은 함락 위기에서 벗어났다.

### 1385년
1384년 말~1385년 초에 이르러 누누 알바레스 페레이라와 주앙 드 아비스가 수복 준비에 나섰으나 당시 카스티야 편에 서 있던 대부분의 포르투갈 도시를 정복하는 데는 실패했다. 이 때 주앙 대공의 지원요청에 응한 잉글랜드군 (잉글랜드-가스코뉴 부대)가 부활절을 기해 포르투갈에 상륙하였다. 당시 잉글랜드의 병력규모는 약 600명으로 그다지 큰 편은 아니었으나 백년전쟁에 참전한 용사들이 주를 이루면서 전술에 능하고 승전을 이끈 경험이 있었다. 또 기병돌격에 대항해 뛰어난 수를 발휘한 장궁병도 소수 구성되어 있었다.
같은 시기 아비스 대공 주앙은 코임브라에서 코르트스 (Cortes, 중세 의회)를 소집하였다. 1385년 4월 6일 주앙은 포르투갈 제10대 국왕으로 선포되었다. 이는 카스티야의 왕위주장에 대한 명확한 도전이었다. 주앙 1세는 누누 알바레스 페레이라를 무관장 (武官將, Condestável)에 임명하고 북부에 잔존하던 저항군 진압에 나섰다.
후안 1세로서는 이 소식에 분노하고 토벌군을 우선 보냈으나 1385년 5월 트란코수 전투에서 대패하였다. 이후 6월 둘째주부터는 지난 반년간 전쟁 종결을 위해 보충해온 거대 군병력을 직접 지휘하여 셀로리쿠다베이라에서 코임브라와 레이리아에 이르는 포르투갈 중북부 일대의 침공에 나섰다. 동맹국 프랑스의 중기병대도 연합군으로서 함께 동원되었다. 단순 병력 규모로 따지면 카스티야군은 약 32,000명인 반면 포르투갈군은 6,500명에 불과하여 카스티야에 유리한 상황이었다. 중북부 점령 후 카스티야군은 곧바로 포르투갈의 대도시인 리스본과 산타렝으로 향했다.
한편 주앙 1세와 누누 알바레스 페레이라의 군대는 토마르시에서 합류하여 대처를 논하고, 카스티야군이 리스본을 포위하게 놔둘 수 없다는 결론에 도달하였다. 진군을 허용한다면 리스본은 틀림없이 함락될 것이기 때문에 카스티야군을 사전에 차단하기로 결정했다. 1385년 8월 14일 큰 병력으로 진군속도가 몹시 느렸던 카스티야군은  레이리아 인근 알주바로타 마을 근처에서 포르투갈-잉글랜드 연합군과 마주하였다. 이어지는 알주바로타 전투에서 포르투갈군은 보병대의 규모를 축소하고 측면에 장궁병을 배치, 전면에는 마름쇠류의 방어구조물 두는 부대구성으로 기병대의 공격을 차단하며 전투를 승리로 이끌었다. 카스티야군은 패배를 넘어 전멸 수준에 다다랐고, 그로인한 병력 손실이 막심한 나머지 후안 1세는 이후 수년간 침공 시도에 나서지 않았다.

## 후일담
이 승리로 아비스 대공 주앙은 주앙 1세로서 포르투갈의 국왕으로 확실히 인정받게 되어, 1383년~1385년 포르투갈 공위시대와 무정부사태에 종지부를 찍었다. 카스티야는 1385년 발베르드 전투에서 포르투갈에게 다시 한번 패하고 1411년 아이욘 조약을 체결하며 포르투갈의 자주독립을 승인하였다. 
공위시대로 시작된 잉글랜드-포르투갈 동맹은 1386년 윈저 조약을 체결한 데 이어 주앙 1세가 곤트의 존의 딸이었던 랭커스터의 필리파와 혼인을 이루며 갱신되었다. 1387년 곤트의 존이 카스티야의 콘스턴스와의 혼인으로 카스티야 국왕직을 주장하자, 복수전을 다짐하던 주앙 1세는 이어진 동맹관계를 활용하여 카스티야 침공에 나섰다. 당시 동원된 포르투갈군은 9,000명, 갈리시아에 상륙한 잉글랜드군은 1,500명에 달했다. 그러나 카스티야군은 전투를 기피하였고 2개월 후에도 주요 도시를 점령하지 못한 가운데, 질병과 보급 부족으로 어려움을 겪은 연합군은 압도적인 패배를 맞이해야 했다.
포르투갈과 잉글랜드의 동맹 조약은 오늘날까지도 유효한 상태로 남아 있으며, 양국 간 상호지원 조약도 체결되어 있다. 실제로 포르투갈은 1640년 압스부르고가 스페인의 침공군을 자국에서 몰아내기 위해 잉글랜드와의 동맹조약을 다시 사용했고, 나폴레옹 전쟁 당시 반도 전쟁에서도 다시금 빛을 보았다. 잉글랜드를 계승한 영국 역시 영국-포르투갈 동맹으로서 제2차 세계 대전 당시 연합군의 아소르스 기지 건설과 1982년 포클랜드 전쟁 당시에 동맹관계를 활용한 바 있다.

## 연표
1383년
- 4월 2일 – 포르투갈 베아트리스 공주 (페르난두 1세의 외동딸)가 살바테라데마구스 조약에 따라 카스티야의 후안 1세와 약혼함
- 10월 22일 – 포르투갈 국왕 페르난두 1세 사망. 태후 레오노르가 베아트리스와 후안 1세를 대리하여 섭정에 나섬
- 아비스 대공 주앙의 저항세력이 반기를 들고 여러 성을 점령

1384년
- 1월 - 카스티야의 후안 1세가 포르투갈을 침략.
- 4월 - 아비스 대공 세력이 아톨레이루스 전투에서 승리하였으나 승부를 결론짓지는 못함
- 5월 - 카스티야군이 리스본을 포위. 아비스 대공이 잉글랜드에 대사를 파견.
- 7월 – 포르투갈 함대가 포위망을 돌파.
- 9월 3일 – 후안 1세의 군대가 카스티야로 후퇴.
- 겨울 – 알바레스 페레이라 장군과 아비스 대공이 친카스티야 도시를 진압.

1385년
- 부활절 - 잉글랜드 지원군 도착.
- 4월 6일 – 아비스 대공이 주앙 1세로 추대됨
- 6월 – 후안 1세의 토벌군 원정이 실패로 돌아가고 다시 한번 대군을 일으켜 포르투갈 침략에 나섬
- 8월 14일 – 알주바로타 전투. 포르투갈 대승.
- 10월 15일 – 발베르드 전투. 포르투갈 승리.

## 같이 보기
- 아톨레이루스 전투
- 알주바로타 전투
- 발베르드 전투

## 참고문헌
- Gouveia Monteiro, João, Aljubarrota – a Batalha Real (포르투갈어)
- De Oliveira Marques, A. H., História de Portugal (포르투갈어)